# Seamus McGrath
Seamus Patrick McGrath (nascido em 5 de março de 1976) é um ex-ciclista profissional canadense, especialista em provas de mountain bike. Ele representou o Canadá nos Jogos Olímpicos de Verão de 2004 e de 2008.